# Janmāṣṭami

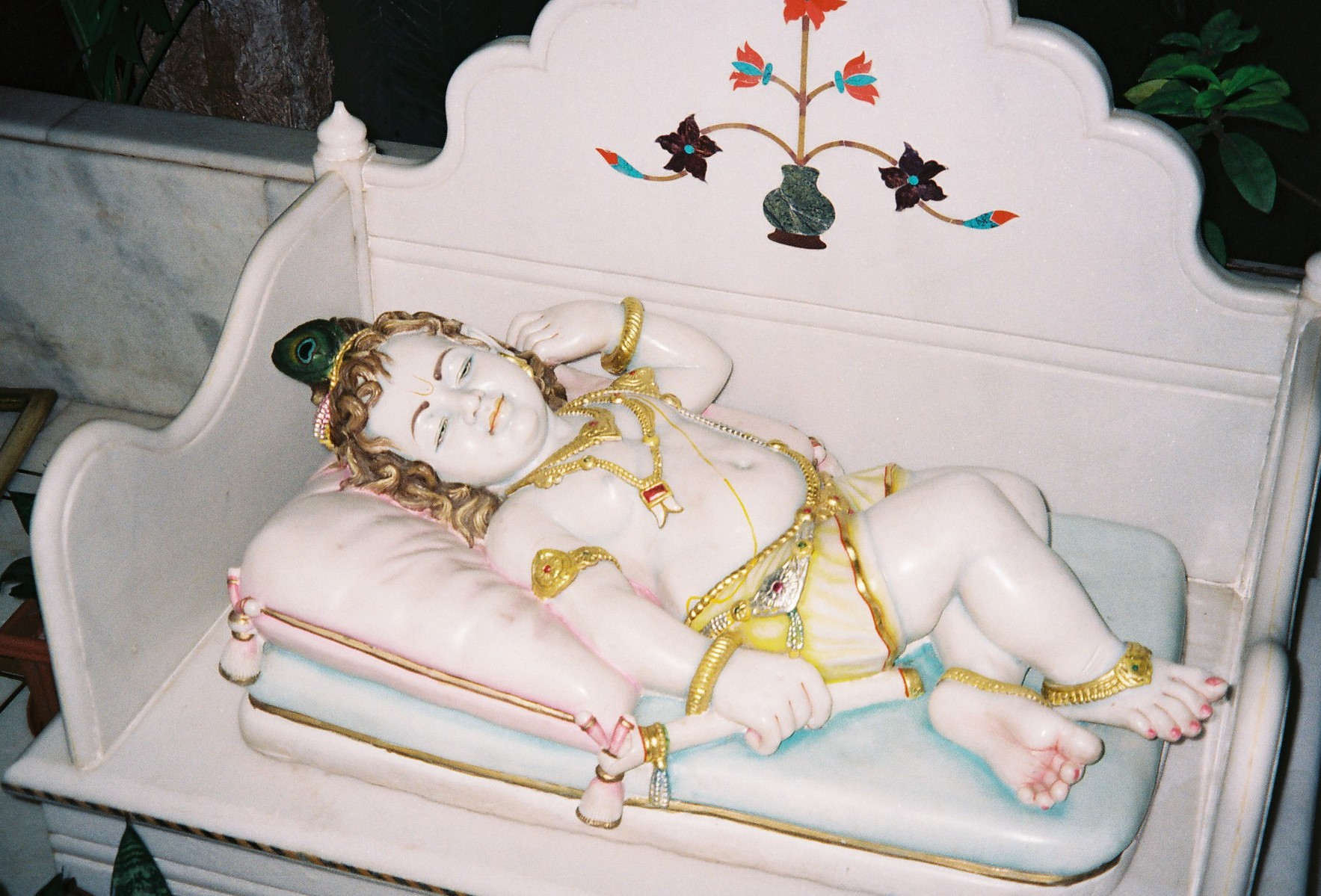
Un Kṛṣṇa bambino dormiente.

Janmāṣṭami (Devanagari: जन्माष्टमी, anglizzato in Janmashtami e attestato in italiano anche come Janmastami) è una festività induista che celebra la nascita di Kṛṣṇa, l'ottavo avatara della divinità hindu Visnù. Si osserva seguendo il calendario luni-solare hindu, nell'ottavo giorno (Aṣṭamī) del Kṛṣṇapakṣa (fase di luna calante) nel mese di Śravaṇā del calendario lunare hindu e Kṛṣṇapakṣa nel mese di Bhādrapada del calendario luni-solare hindu, e si sovrappone con i mesi di agosto e settembre del calendario gregoriano.
Nel 2025 la festività cadrà il 16 agosto.